# 高屋敷哲
高屋敷 哲（たかやしき さとし）は、日本のゲームプロデューサー、ゲームディレクター、ゲームクリエイター。1994年のゲームボーイ「ドラゴンボール」からキャリアがスタート。

## 関わった作品
- ドラゴンボール
- ガンダム
- デジモンワールド
- スターオーシャンセカンド
- ラジアータストーリーズ
- パンドラサーガ
- アルカディアサーガ
- ウィザードリーオンライン
- キングダムコンクエスト
- ガンダムオンライン
- アルカディアサーガ
- ベルアイル
- ラジアントヒストリア
- 幻塔戦記グリフォン　（ゲームディレクター）
- CARAVAN STORIES（ゲームプロデューサー）